# Alois Weiner

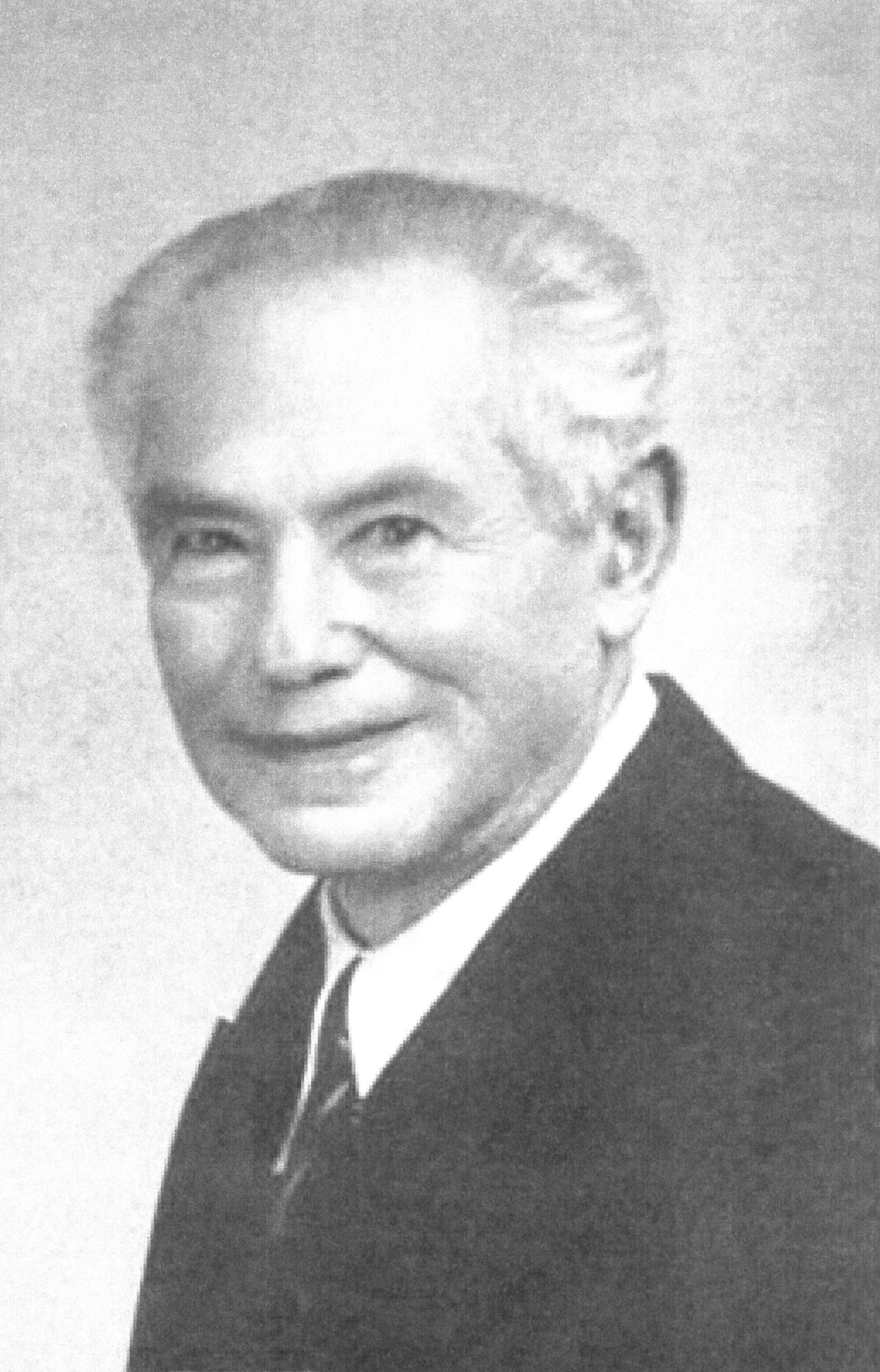
Alois Weiner, Anfang der 1950er Jahre

Alois Weiner (* 6. Dezember 1872 in Labietin bei Retschan an der Elbe, Bezirk Pardubitz, Österreich-Ungarn; ✝ 21. September 1953) war ein jüdischer Kaufmann aus Moosburg in Bayern. Er wurde 1942 ins KZ Theresienstadt deportiert. Nach Ende des Zweiten Weltkriegs kehrte er wieder nach Moosburg zurück und engagierte sich beim politischen und gesellschaftlichen Wiederaufbau der Stadt.

## Leben
Alois Weiner wurde am 6. Dezember 1872 als Sohn von Albert Weiner, einem Kaufmann und Landwirt, in Labětín, etwa hundert Kilometer östlich von Prag, geboren. Seine Familie lebte in einfachen Verhältnissen und war Teil der Israelitischen Kultusgemeinde in Přelouč.

### Anfänge in Moosburg

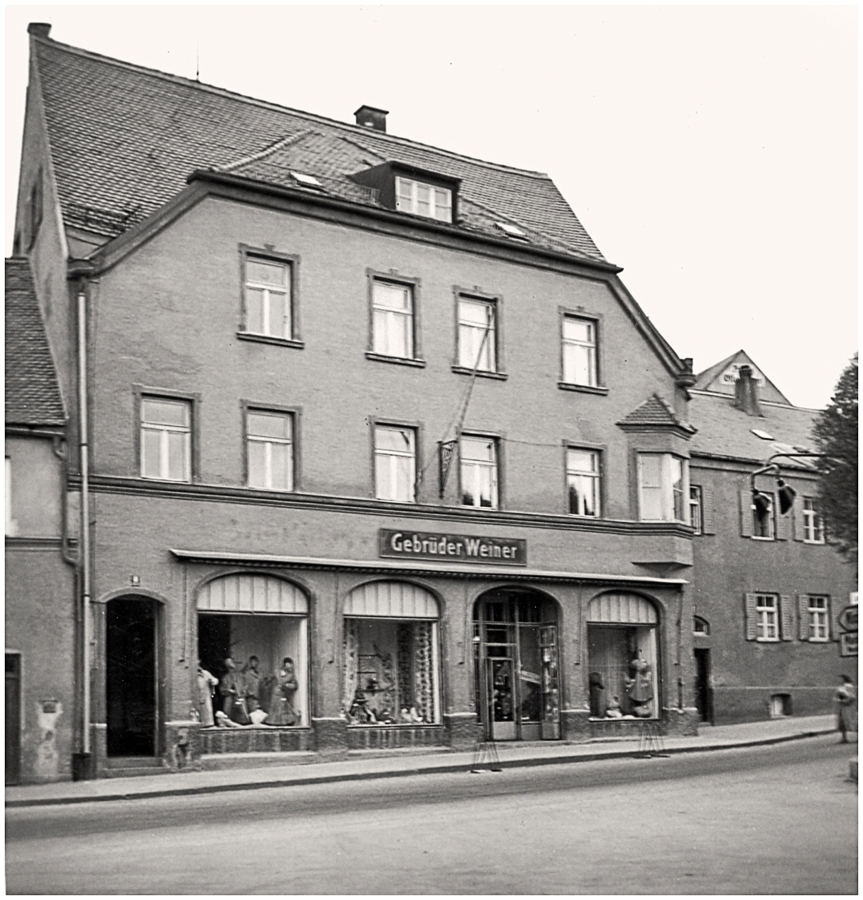
Kaufhaus Weiner, Auf dem Gries, Moosburg (undatiertes Foto)

1897 kam Alois Weiner als Vertreter eines Großhandelshauses nach Bayern und eröffnete vier Jahre später in Moosburg, Auf dem Gries, sein Textilgeschäft „Gebrüder Weiner“. Er heiratete im September 1903 die Münchnerin Klara Brunner (* 28. März 1879), mit der er das Geschäft anschließend gemeinsam führte. Die Ehe blieb kinderlos. Wegen seines großen politischen Interesses, das dem Versagen der Monarchie im Ersten Weltkrieg geschuldet war, in dem er als Soldat gedient hatte, trat Alois Weiner 1918 der SPD bei, zog sich jedoch in den 1920er Jahren wieder aus der Politik zurück, um sich wieder mehr seinem Geschäft zu widmen.

### Von der NS-Machtübernahme bis zu Weiners Deportation (1933–1942)
Nach der Machtergreifung der NSDAP 1933 war Alois Weiner als einziger Jude in Moosburg dem Hass der Anhänger des Nationalsozialismus ausgesetzt. Sein Geschäft litt stark unter dem Judenhass, da dessen Kunden fotografiert und dadurch abgeschreckt wurden. Auch sein Privatleben wurde überwacht, nachdem die Nazis von seiner Ehe und deren „Problematik“ erfahren hatten, da Klara Brunner „Arierin“ war. Ebenso deckten die Nationalsozialisten Alois Weiners Affäre mit Maria Abel auf, woraufhin diese in Verhören den Nazis weitere Informationen lieferte. Infolge der Bezichtigung der „Rassenschande“, was nach den Nürnberger Gesetzen ein schweres Verbrechen war, und um das Geschäft zu retten, ließen sich Klara und Alois Weiner 1937 scheiden und Weiner zog anschließend nach München. Klara führte den Laden weiter fort. 1942 trat Weiner der Katholischen Kirche bei und ließ sich taufen, um sich den Vorgaben des Naziregimes anzupassen. Dennoch wurde er zur Zwangsarbeit in der Flachröste Lohhof verpflichtet, mit einem täglichen Arbeitsweg von mehreren Stunden.

### Im KZ Theresienstadt
Am 16. Juli 1942 wurde Alois Weiner nach Theresienstadt deportiert. In Lohhof hatte er sich kurz zuvor eine Blutvergiftung zugezogen, die dann von einem jüdischen Arzt in Theresienstadt behandelt wurde. Da er dadurch transportunfähig im Lazarett lag, wurde er nicht weiter in ein Vernichtungslager gebracht, obwohl er dazu ausgesondert worden war. Das Überleben im KZ konnte nur durch Lebensmittelsendungen, die von Verwandten und Freunden kamen, ermöglicht werden. Alois Weiner teilte seine Pakete stets großzügig mit den anderen und war daher beliebt (mitunter wurde sein Überleben dadurch gesichert), was durch seinen Freund und Mitinsassen Hans Neumeyer bekannt wurde. Neumeyer, ein blinder Komponist, überlebte die Zeit in Theresienstadt nicht.

### Nach dem Krieg
90 Prozent der Insassen in Theresienstadt starben an Krankheiten oder verhungerten. Alois Weiner war einer der wenigen, die überlebten und 1945 befreit werden konnten. Danach kehrte er nach Moosburg zurück, übernahm wieder sein Geschäft und heiratete Maria Abel am 18. März 1947. Auch politisch wurde er wieder aktiv. Er beteiligte sich am demokratischen und gesellschaftlichen Wiederaufbau und war zudem Teil des Stadt- und Kreisrats sowie zweiter Bürgermeister der Stadt Moosburg. Außerdem setzte er sich für die Waisenkinder als Leiter des Fürsorge- und Wohlfahrtsamts Moosburg ein und unterstützte tatkräftig das nach dem Krieg überbelegte Moosburger „Elisabethenheim“. Am 21. September 1953 starb Alois Weiner im Alter von 80 Jahren.

## Gedenken

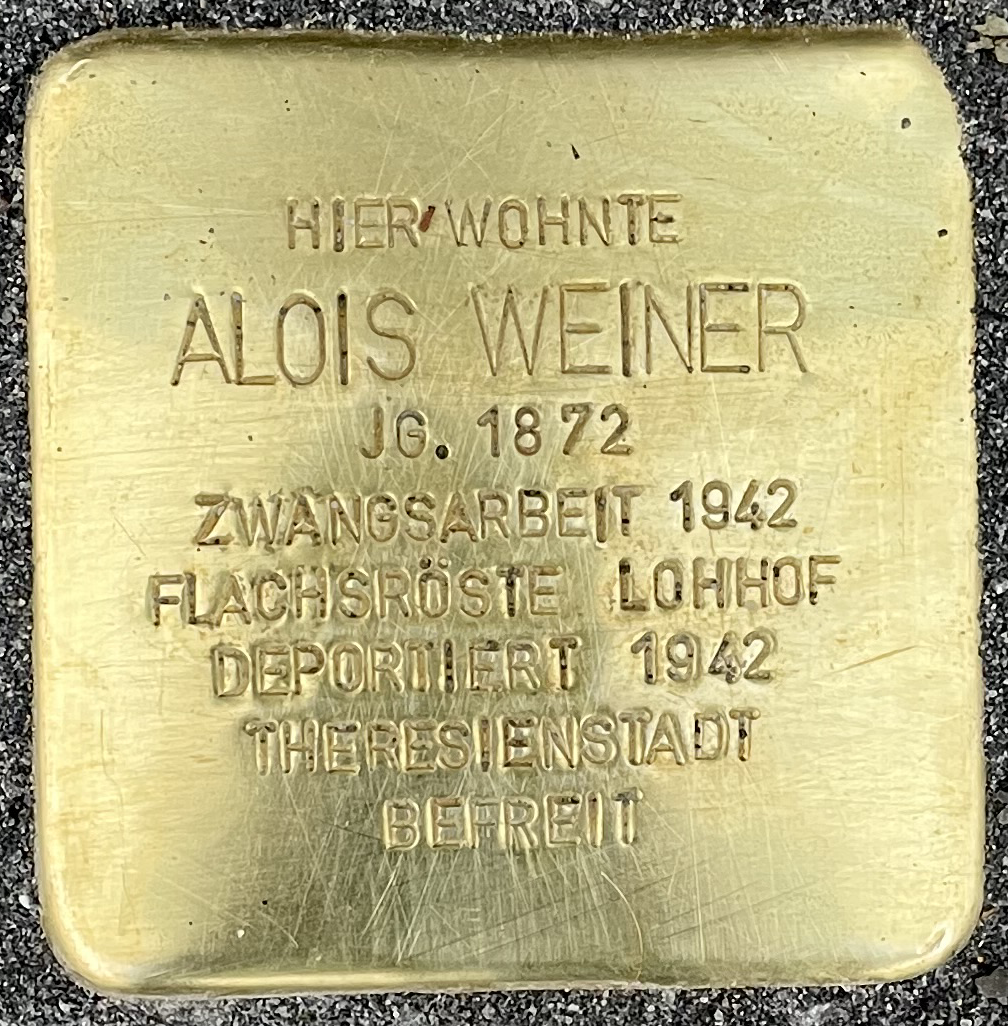

Zum Andenken an Alois Weiner wurde am 26. Oktober 2021 vor seinem ehemaligen Kaufhaus auf dem Gries ein Stolperstein vom Künstler Gunter Demnig verlegt.